# Jezioro Dworackie
Der Jezioro Dworackie [jeˈʑɔrɔ dvɔˈrat͡skʲɛ] (Dworatzker See, 1934–1945 Herrendorfer See) ist ein See in der polnischen 
Landgemeinde Świętajno im Powiat Olecki in der Woiwodschaft Ermland-Masuren. 
Der See ist ca. 150 bis 300 Meter breit und ca. 3,2 km lang.
Auf der östlichen Seite liegt die Ortschaft Rogowszczyzna (Konradsfelde) und auf der westlichen Seite liegen die Ortschaften Sulejki (Suleiken) und Dworackie (Dworatzken, 1934–1945 Herrendorf). 
Nördlich schließt sich der etwas kleinere Jezioro Świętajno (Olecko) (Schwentainer See) an. Beide gehören zur Masurischen Seenplatte.